# Raionul Tîrnova
Raionul Tîrnova (în rusă Тырновский район) a fost o unitate teritorial-administrativă din RSS Moldovenească, care a existat de la 11 noiembrie 1940 până în iunie 1959.

## Istorie
La fel ca majoritatea raioanelor RSS Moldovenești, raionul Tîrnova a fost înființat pe 11 noiembrie 1940, iar centru raional a fost desemnat satul Tîrnova.
Până la 16 octombrie 1949 raionul a fost în componența județului Soroca, iar după abolirea divizării pe județe a intrat în subordonare republicană. 
Din 31 ianuarie 1952 până în 15 iunie 1953, raionul a intrat în componența districtului Bălți, după abolirea districtelor din RSSM a redevenit din nou în subordonare republicană.
În iunie 1959 raionul Tîrnova a fost lichidat, iar teritoriul acestuia a fost divizat aproape egal între raioanele: Drochia și Ocnița

## Divizare administrativă
Ca stare la 1 ianuarie 1955, raionul includea 11 consilii (soviete) sătești și 22 de localități:.
- Corbu
  - s. Corbu
  - s. Pivniceni

- Dondușeni
  - s. Dondușeni
  - stația feroviară Dondușeni

- Drochia
  - s. Drochia

- Frasin
  - s. Frasin
  - s. Codrenii Noi
  - s. Caraiman

- Maramonovca
  - s. Maramonovca
  - s. Șalvirii Noi
  - s. Ceapaevca

- Mîndîc
  - Mîndîc
  - Slănina
  - Iliciovca

- Plop
  - s. Plop

- Rediul Mare
  - s. Rediul Mare

- Scăieni
  - s. Scăienii de Sus

- Tîrnova
  - s. Tîrnova
  - s. Briceva
  - s. Elenovca

- - Țaul
  - s. Țaul